# Liste der Mitglieder der American Academy of Arts and Sciences/1890
Im Jahr 1890 wählte die American Academy of Arts and Sciences 9 Personen zu ihren Mitgliedern.

## Neugewählte Mitglieder
- Carl Barus (1856–1935)
- William Bowman (1816–1892)
- Sherburne Wesley Burnham (1838–1921)
- Thomas McIntyre Cooley (1824–1898)
- Timothy Dwight (1828–1916)
- Henry Newell Martin (1848–1896)
- Edward John Phelps (1822–1900)
- Henry Enfield Roscoe (1833–1915)
- Charles Otis Whitman (1842–1910)